# Ernst von Salza und Lichtenau
Ernst Freiherr von Salza und Lichtenau (* 5. März 1860 in Dresden; † 15. Februar 1926 in Berlin) war ein sächsischer Diplomat, Verwaltungsbeamter und Rittergutsbesitzer.

## Leben
Ernst von Salza und Lichtenau war Sohn des Rittergutsbesitzers und Verwaltungsjuristen Hermann von Salza und Lichtenau und der Mary geb. Tunder. Nach dem Besuch des Gymnasiums in Bautzen studierte er an der Rheinischen Friedrich-Wilhelms-Universität Bonn und der Alma Mater Lipsiensis Rechtswissenschaften. 1879 wurde er Mitglied des Corps Borussia Bonn.
Nach dem Studium trat er in den diplomatischen Dienst des Königreichs Sachsen ein. Er wurde Legationssekretär bei der sächsischen Gesandtschaft in Berlin und Legationsrat im Ministerium der auswärtigen Angelegenheiten. Nach einem Intermezzo von 1894 bis 1898 im Verwaltungsdienst als Amtshauptmann der Amtshauptmannschaft Oschatz kehrte er in das sächsische Ministerium der auswärtigen Angelegenheiten zurück und wurde Geheimer Legationsrat und 1. vortragender Rat. 1906 bis 1909 war er Amtshauptmann der Amtshauptmannschaft Dresden-Neustadt. Von 1909 bis 1916 war er Königlicher sächsischer außerordentlicher Gesandter und bevollmächtigter Minister am Preußischen Hof in Berlin. Er war auch Rittmeister der Reserve der sächsischen Armee.
Von Salza und Lichtenau war Klostervogt zu Sankt Marienthal und Herr auf Sornßig bei Pommritz. Er war Rittmeister der Reserve des Garde-Reiter-Regiments. Aus der Ehe mit Marie Gräfin Vitzthum von Eckstädt gingen die beiden Töchter Marie-Barbara und Karin hervor hervor. Den 56 ha Besitz in Sornßig erbte Marie Barbara, Karin heiratete den Juristen und Gutsbesitzer Otto Graf Grote-Breese.

## Auszeichnungen
- Ernennung zum Wirklichen Geheimen Rat
- Verleihung des Titels Exzellenz